# Himantura gerrardi
Himantura gerrardi är en rockeart som först beskrevs av Gray 1851.  Himantura gerrardi ingår i släktet Himantura och familjen spjutrockor. IUCN kategoriserar arten globalt som sårbar. Inga underarter finns listade i Catalogue of Life.